# 措拉坚
措拉坚是一个位于中华人民共和国四川省阿坝藏族羌族自治州若尔盖县的淡水湖，面积约为2.47平方千米，属于云贵高原区。它的一级流域为黄河流域，二级流域为黄河干流水系。